# Drosia (Ahaia)
Drosia  este un oraș în Grecia în prefectura Ahaia.